# 후쿠오카시 교통국 2000계 전동차
후쿠오카 시 교통국 2000계 전동차(일본어: 福岡市交通局2000系電車)는 1993년 3월 3일부터 운행하고 있는 후쿠오카 시 교통국 지하철 공항선 / 하코자키 선의 전동차이다. 전차는 6량 편성되었다.
이 차량은 JR 규슈 지쿠히 선과의 직결 운행에 투입할 목적으로 제작되었다.

## 주요 제원
- 기동 가속도: 3.3km/h/s
- 감속도: 3.5km/h/s (통상), 4.0km/h/s (비상)
- 최고속도: 110km/h
- 제동 장치: 회생 제동 함께 전기 연산 형태 전기 지령 식 브레이크
- 보안 장치: ATC / ATO (지하철 선), ATS-SK (지쿠히 선)
- 총 정원: 854명

## 차량 개요

### 차체
차체는 1000계의 세미스테인리스 구조와는 달리, 골조도 포함하여스테인리스제조한올 스테인리스 구조이다. 차체 배색도 1000계와 공통의 무도장에 흰색과 파랑의 스트라이프이지만, 1994년(헤세이 6년) 이후에 제조된 증비차는 스트라이프의 배색이 청·백·청의 3본선으로 변경되었다. 차체 치수는 1000계와 동일하며, 전체 길이 20m(선두차는 20.5m), 한쪽 4문이다. 문 사이의 창은 고정식의 1장 대창이 되어, 창 중앙 부분의 기둥이 없어졌다.
선두부는 1000계에 비해 약간 둥근 모양으로, 전조등과 꼬리등은 각형의 횡일렬 배치로 개조되었다. 지하철 차량이기 때문에 비상용 도어가 설치되어 있다. 스테인리스 차체의 전철에서는 공작의 용이화를 위해 전두부는 보통강제가 되는 경우가 많지만, 본 계열에서는 전두부가 스테인리스로 조형되고 있다.  운전실 측벽에는 교통국의 심볼 마크의 「f」와 「SERIES 2000」의 로고가 배치되어 있다.
 목적지 표시기는 최초로 제조된 3편성은 자막식이었지만, 증비차는 LED식으로 되었다.

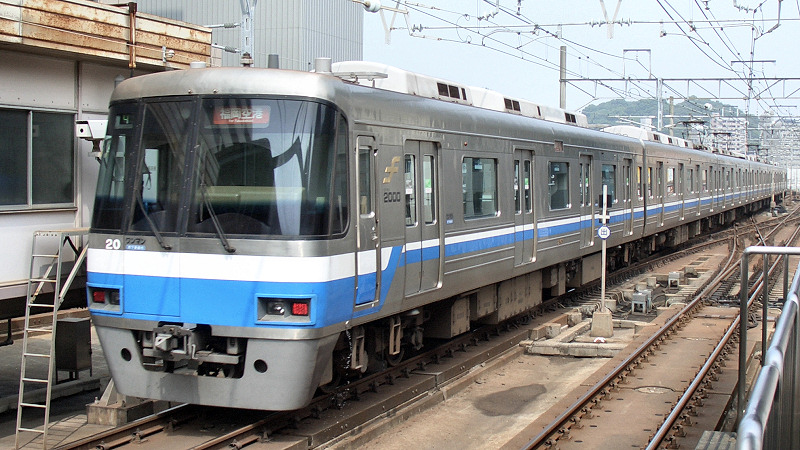
자막식의 방향막을 장비하는 2000계 20편성(2008년 8월 마키하마역)

### 인테리어
좌석은 모두 긴 시트로, 녹색 모켓을 붙인 버킷 시트가 채용되고 있다. 내장재는 1000계와 달리 베이지계의 내장이다. 1000계의 장비에 가세해, 차내 안내 표시 장치·도어 개폐 차임·휠체어 스페이스를 설치했다. 차내 안내 장치는 제19편성~제23편성은 액정 디스플레이에 의해 다음 역명·행선지·환승 안내·역 심볼 마크를 표시하는 것이었지만, 최종 증비의 제24편성에서는 LED식과 되었다. 제19편성 - 제23편성은 장치의 열화가 진행되어, 2000년(헤세이 12년)경부터 2002년(헤세이 14년)경에 제24편성에 설치된 것과 같은 LED식으로 교환했다. 현재 1000계에 설치되어 있는 것과 달리, 노선도 내의 역명이나 화살표도 점등·점멸하는 사양이 되고 있다. 2012년 10월경부터 24편성을 제외하고, 치쿠비선 주행시에도 LED 부분만 표시되게 되었다.
장비류
 대차는 볼스터리스공기 스프링, SU 민덴식 샤프트 박스 지지 방식의스미토모 금속 공업제 SS-131(국 형식 FDT-2, 전동차용), SS-031A・SS-031B(국 형식 FTR-2A・FTR-2B, 제어차용)를 장착한다.
제어 장치는 1000계의 전기자 초퍼 제어 대신 GTO 사이리스터소자(4500V/4000A)에 의한 VVVF 인버터 제어가되었다. 그 후 1998년(2000년)에 제조된 제24편성은 소자가 IGBT(2000V/375A)로 되었다.  가선식이기 때문에 집전 장치는 하부 프레임 교차식 팬터그래프이다.
운전장치로서는 1000계와 같은 ATO를 갖추어, 공항선·하코자키선에서는 원만 운전이 실시되고 있다. 치쿠비 선내는 수동 운전으로 차장이 승무하기 때문에 수동 운전용  원 핸들 매스콘, ATS-SK, 차장 스위치  등 차장용 기기도 갖추고 있다.
 냉방 장치는  집약 분산식 유닛 쿨러 3대를 탑재한다.
원맨 운전시의 도어의 개폐는 운전대의 도어 스위치로 실시한다. 당초는 지하철용 스위치만이었지만, 2021년 3월 13일부터의 히메하마역 -치쿠마에마에하라역간의 수동 원만 운전화 및 홈 도어의 운용 개시 에 대응하기 위해, JR용 스위치가 별도로 설치되었다(1000계 및 JR 규슈 303계· 305 계도 마찬가지). 경피는 공기 피리의 AW-9S와 전자 피리를 장비하고 있다.

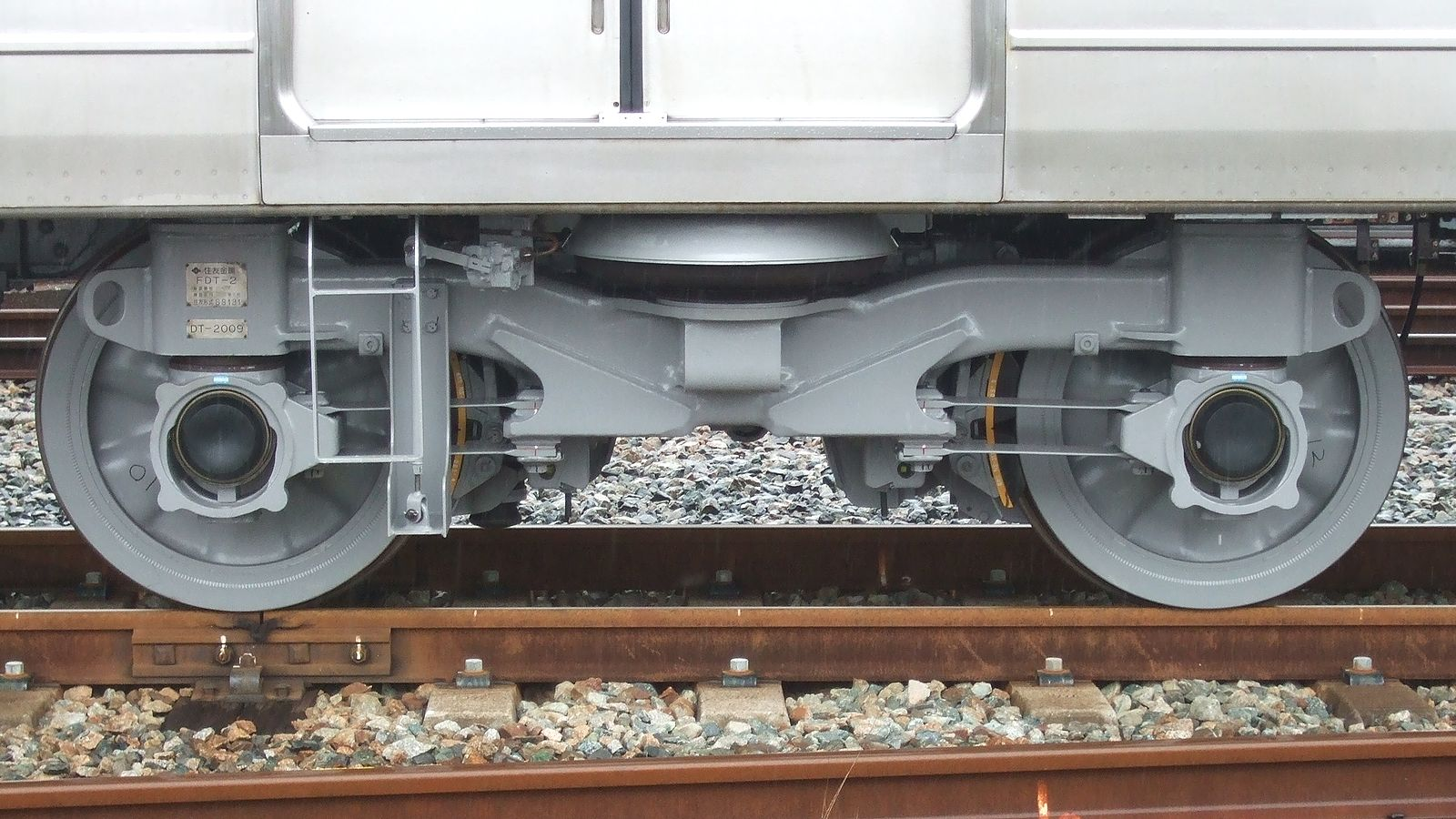
SS131 대차(전동차)

## 리뉴얼
초기차 제조로부터 20년 이상이 경과했기 때문에, 2015년 말부터 순차 리뉴얼 공사를 실시하게 되어, 우선 좌석·표시 기기를 갱신한 최초의 편성이 2015년 12월 21일부터 운행을 개시했다. 주요 개조 내용은 다음과 같다.
- 좌석을 1명씩으로 구분한 버킷 시트로 변경해, 표지의 색을 밝은 그린으로 변경.
- 좌석의 중간 부분에 스탠션 폴 추가
- 행선 표시기를 방향막이나 3색LED 방식에서, 일영어중[ [한국어 | 한]] 4개 언어 표시의 풀 컬러 LED・치쿠젠 후카에행)은 흰색으로 표시된다. }}로 교환. 표시 스타일은 막식의 것에 가깝고,  역 번호도 병기하고 있다 역번이 설정되었기 때문에, 치쿠마에 마에하라(JK08)·치쿠마에 후카에(JK12)행으로도 표시된다. }}. 차체 측면의 표시기는 시발역에 한하여 후쿠오카 공항행의 경우는 하단에 「텐진・하카타 방면[b]에 갑니다"라고 가이즈카행의 경우는 하단에 "하카타·후쿠오카 공항 방면에는 가지 않습니다"라고 표시된다. 덧붙여 이 리뉴얼에 의해, 막식 표시기를 장비한 차량은 후쿠오카시 교통국으로부터 소멸했다.

그 후, 주회로장치나 보조전원장치의 상하기기나 내장을 중심으로 리뉴얼을 실시해, 모든 리뉴얼 공사를 마친 “2000N계”가2021년[[1월 7일] ]에서 운행을 시작했다.
- [4]

주로 주회로 장치에 관해서는 SiC 하이브리드 모듈 채용의 IGBT소자를 사용한 것으로 갱신되고 있다. 종래와 같이 히타치제.
- 내장에 관해서는  액정식 차내 안내 표시기의 갱신이나 도어 개폐 표시등, 스피커의 신설, 객실 바닥·객실 벽의 갱신, 우선 스페이스부의 이설, 이단 난간의 설치, 낚시 가죽의 증설·갱신이 행해지고 있는[4]. 외장은 차체 측면 상부에 칼라대 및 호차 표시 스티커의 추가,전조 램프의 LED화가 이루어지고 있는[4].
- 도어 차임 변경
- 개문시의 맹동 鈴鳴動 기능 추가

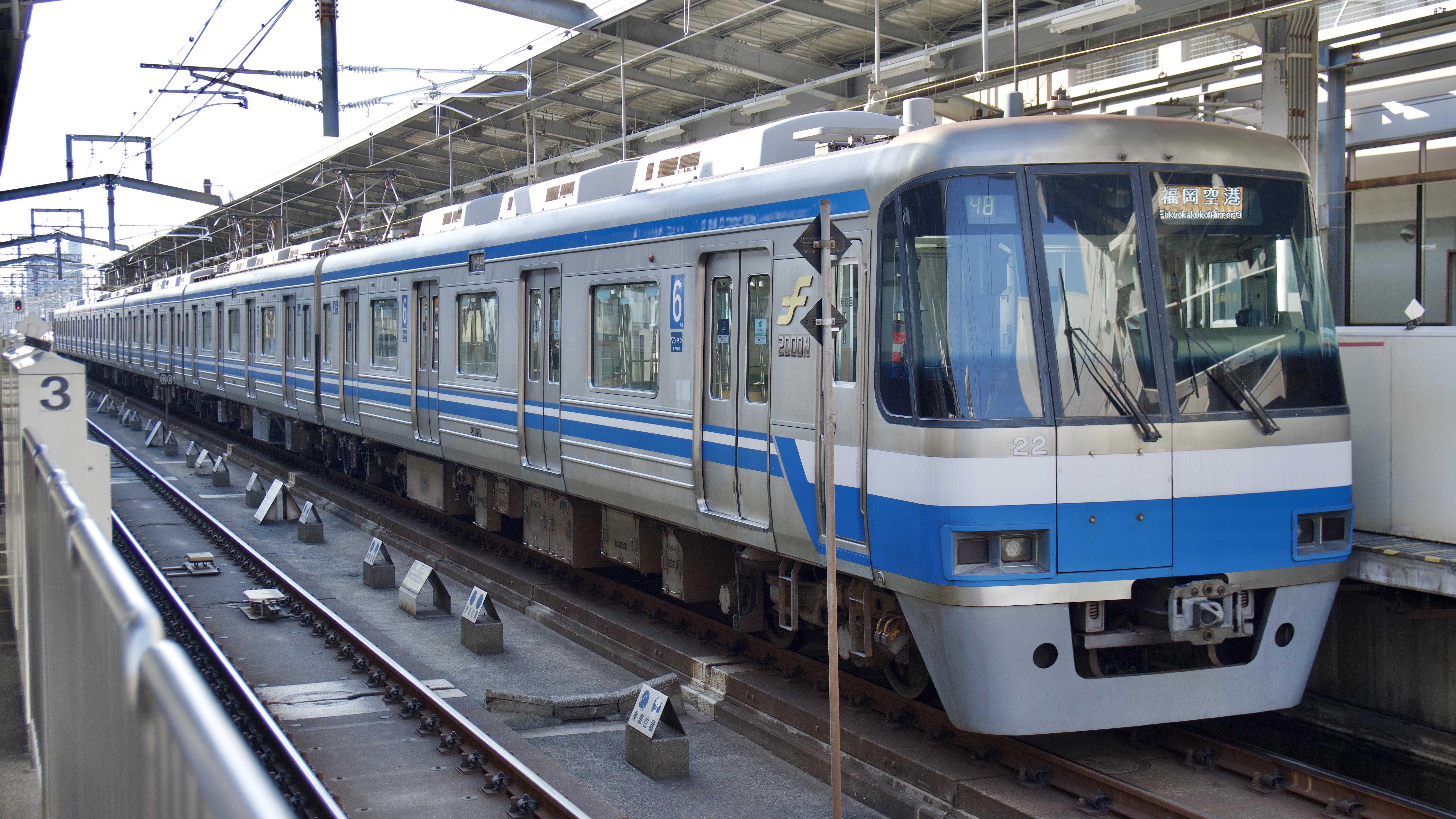
2000N계(2021년 2월 조바하마역)
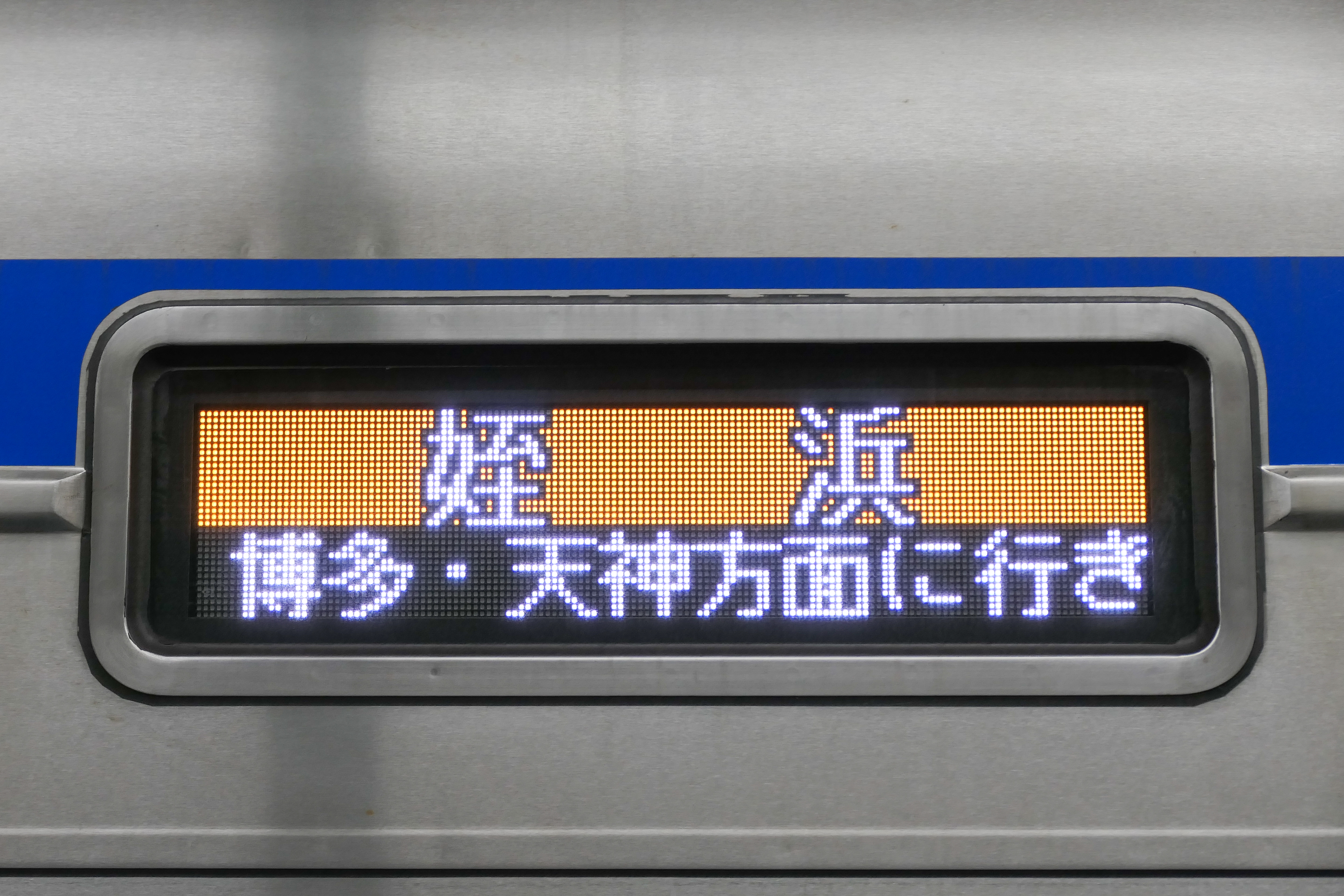
풀 컬러 LED 식 목적지 표시기
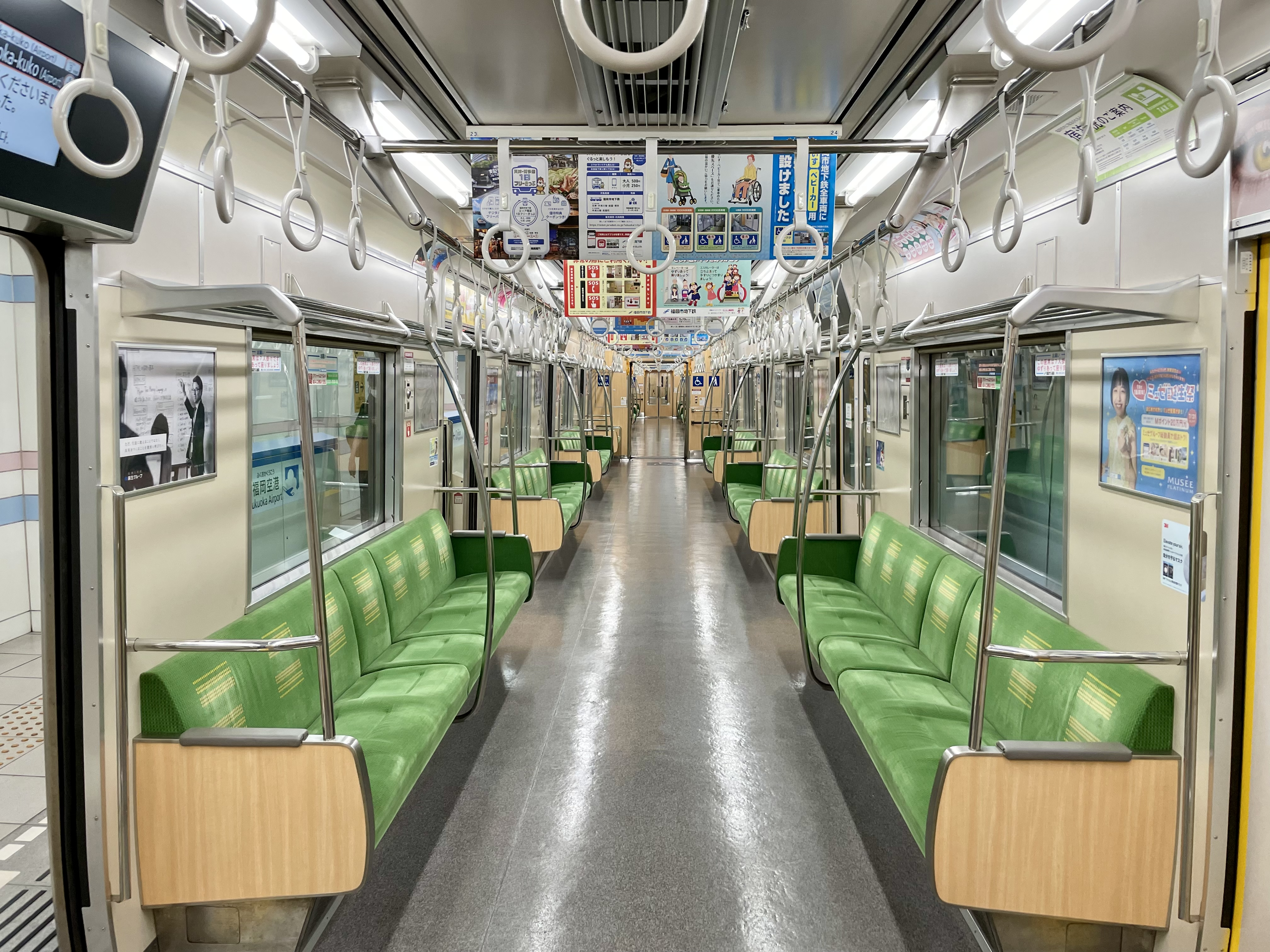
리뉴얼 후 차내
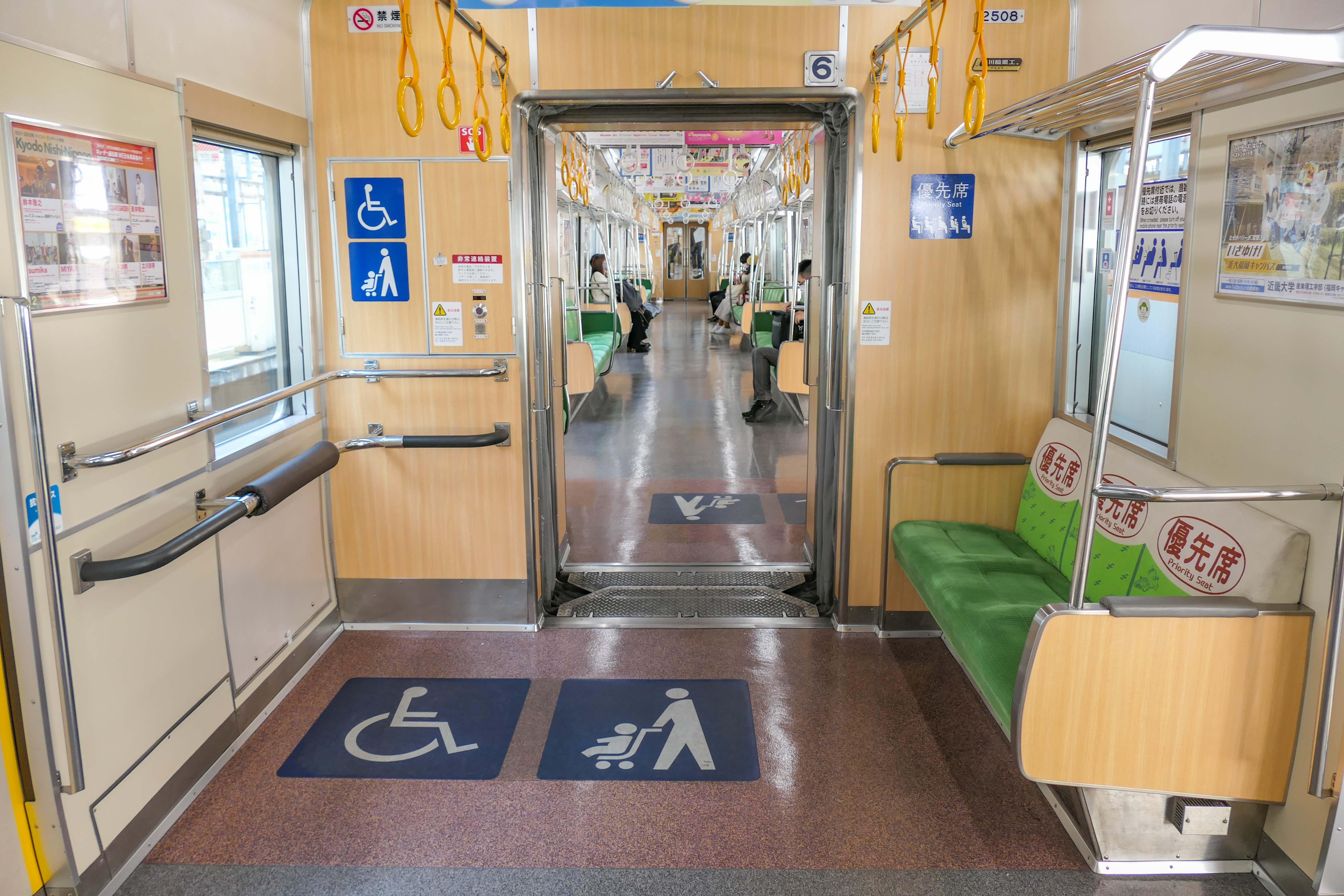
리뉴얼 후 우선석과 휠체어 공간
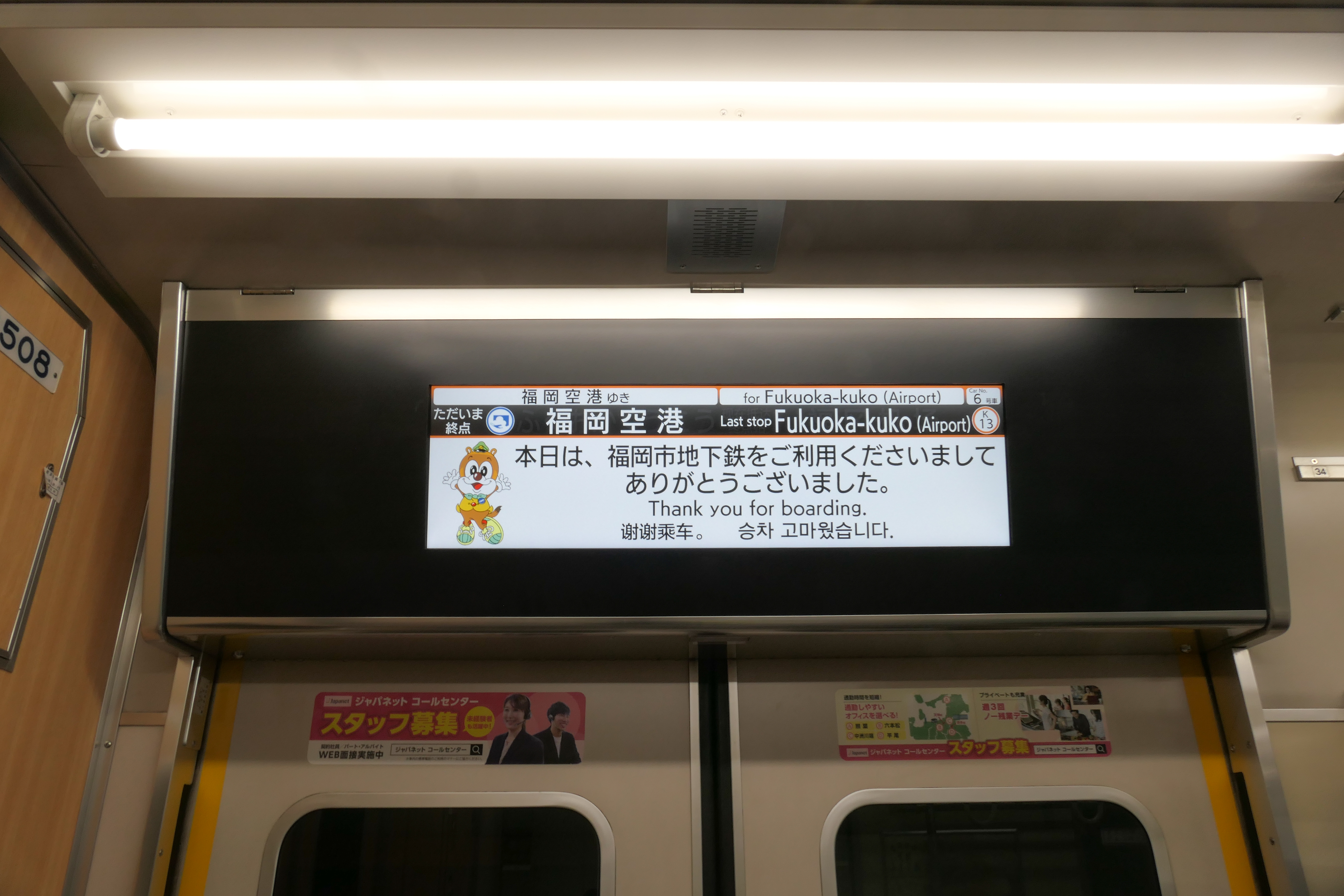
액정식 차내 안내 표시기

## 사진

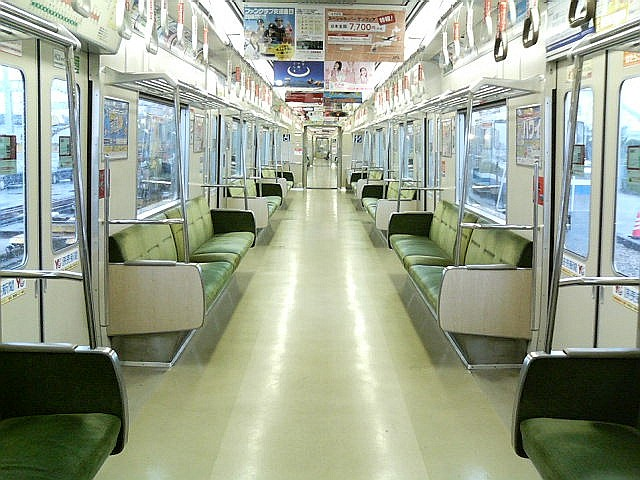
2000계 차내